# Max Crone
Max Crone (* 4. April 1862 in Witten, Ruhr; † 19. Mai 1939 in Heidelberg) war ein deutscher Theologe und Schriftsteller.

## Leben
Crone war der Sohn des Markscheiders von Witten/Ruhr. Nach Erreichen des Abiturs begann Crone ab 1882 an der Universität Bonn Philologie und Germanistik zu studieren; später wechselte zu den gleichen Fächern nach Berlin. Nachdem er dieses Studium abgeschossen hatte, immatrikulierte es sich an der Universität Heidelberg, um Theologie zu studieren.
Anschließend war er für die Badische Landeskirche tätig und wurde einige Jahre später zum Vikar befördert und nach Walldorf bei Heidelberg versetzt. 1888 avancierte Crone zum Pfarrverwalter von Merchingen, und im darauffolgenden Jahr wurde er Pfarrer von Hochstetten bei Karlsruhe. 1895 berief man Crone zum  Pfarrer von Niedereggen bei Donaueschingen.
1904 verließ Crone den Pfarrdienst, ließ sich in den weltlichen Stand versetzen und wurde Volontär an der Universitätsbibliothek Freiburg im Breisgau. 1906 war er an der Württembergischen Landesbibliothek in Stuttgart, 1907 ging er an die Universitätsbibliothek Heidelberg. 1911 konnte er an der Universität sogar über ein literaturgeschichtliches Thema promovieren. 1912 wurde Crone zum Kustos der Bibliothek ernannt, und 1927 beendete er seine Laufbahn im Rang eines Oberbibliothekars.
Im Alter von 77 Jahren starb Max Crone am 19. Mai 1939 in Heidelberg.

## Werke
- Auf und unter der Erde. Erzählungen. Reclam, Leipzig 1895.
- Gedichte. Winter, Heidelberg 1895.
- Judas, der Sohn des Verderbens. Röttger, Kassel 1900.
- Quellen und Vorbilder E. C. Homburgs. ein Beitrag zur Literaturgeschichte des 17. Jahrhunderts. Wagner, Wörishofen 1911. (zugl. Freiburg Univ. Diss. 1911)